# Notre-Dame-de-la-Rouvière
Notre-Dame-de-la-Rouvière (okzitanisch Nòstra Dama de la Rovièra) ist eine Ortschaft in der französischen Gemeinde Val-d’Aigoual und eine ehemalige Gemeinde mit zuletzt 408 Einwohnern (Stand 1. Januar 2016) im Département Gard in der Region Okzitanien (vor 2016 Languedoc-Roussillon).
Die Gemeinde Notre-Dame-de-la-Rouvière wurde am 1. Januar 2019 mit Valleraugue zur Commune nouvelle Val-d’Aigoual zusammengeschlossen. Sie gehörte zum Kanton Le Vigan und zum Arrondissement Le Vigan. Nachbargemeinden waren Valleraugue im Westen, Les Plantiers im Norden, Saumane und L’Estréchure im Nordosten, Soudorgues im Osten, Saint-Martial und Saint-Roman-de-Codières im Südosten und Saint-André-de-Majencoules im Süden.

## Bevölkerungsentwicklung
| Jahr      | 1962 | 1968 | 1975 | 1982 | 1990 | 1999 | 2008 | 2016 |
| --------- | ---- | ---- | ---- | ---- | ---- | ---- | ---- | ---- |
| Einwohner | 478  | 414  | 346  | 364  | 355  | 354  | 418  | 408  |